# Dom Ogrodnika w Supraślu
Dom Ogrodnika (nazywany Starą Pocztą lub Starą Karczmą) – zabytkowy budynek drewniany w Supraślu przy ulicy Stanisława Konarskiego. Drewniany wieloizbowy budynek o zwartej bryle na rzucie prostokąta 9x19 m. Wpisany do rejestru zabytków na terenie Polski (NID).

## Historia
Zbudowany w II połowie XVIII w. tuż obok zespołu klasztornego dla ogrodników pracujących w ogrodach supraskiego monasteru. W latach późniejszych budynek przebudowano na karczmę. Po I wojnie światowej w budynku znajdowała się poczta. Od 1956 przebudowany na mieszkania.

## Konstrukcja
Budynek na otynkowanej podmurówce. Zbudowany z drewna w konstrukcji zrębowej, belki łączone na jaskółczy ogon. Dach polski łamany, kryty gontem. Układ pomieszczeń dwutraktowy.

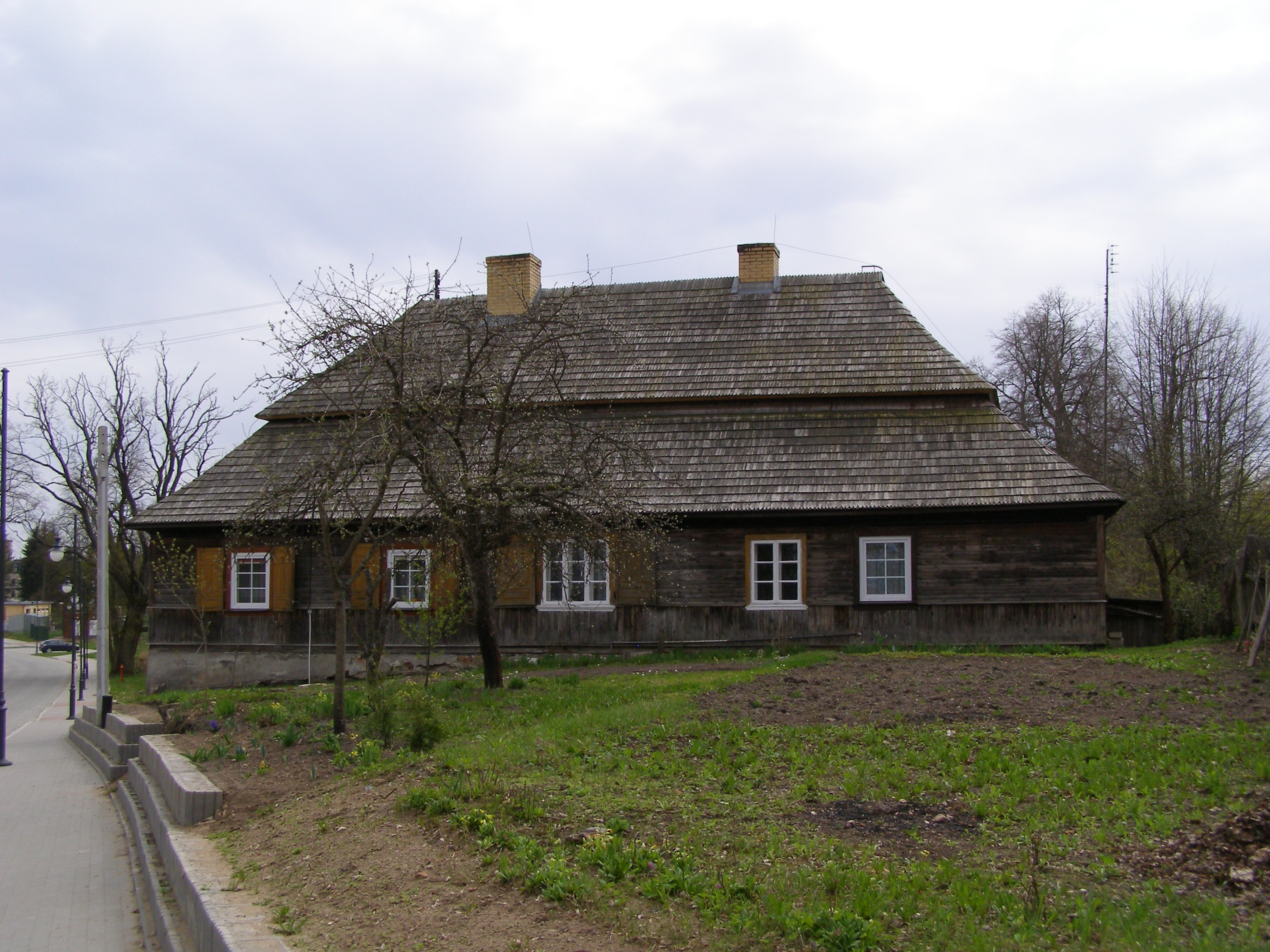